# Ul (Oliveira de Azeméis)
Ul ist ein Ort und eine ehemalige Gemeinde (Freguesia) im portugiesischen Kreis Oliveira de Azeméis. Die Gemeinde hatte 2431 Einwohner (Stand 30. Juni 2011).
Am 29. September 2013 wurden die Gemeinden Ul, Macinhata da Seixa, Madail, Oliveira de Azeméis und Santiago de Riba-Ul zur neuen Gemeinde União das Freguesias de Oliveira de Azeméis, Santiago de Riba-Ul, Ul, Macinhata da Seixa e Madail zusammengeschlossen.